# گلیم شاهسون
گلیم شاهسون نوعی گلیم ایرانی است که از دیرباز به دست مردمان شاهسون بافته می‌شده‌است.
شاهسون‌ها مردمی بسیار سنتی هستند و در طرح و بافت گلیم‌های آنان نوعی محدودیت به چشم می‌خورد. در تمامی گلیم‌های شاهسون از نگاره‌های بزرگ و برجسته استفاده شده‌است. این نگاره‌ها به صورت ردیفی در گلیم‌ها بافته شده و توسط نوارهایی باریک با طرح‌های ظریف تر و پیچیده تر و پیچ باف از یکدیگر جدا شده‌است. در بسیاری از این گلیم‌ها نیز نگاره‌های خرچنگ مانند و لوزی‌های قلاب شکلی وجود دارد که نمونه‌های آن در اکثر دست بافته‌های ترک، از آسیای مرکزی تا آناتولی، به چشم می‌خورد.
معمولاً این نگاره‌های s مانندبه شکلی ساده بافته می‌شود و اگر بافتی پیچیده داشته باشد، به شکل اژدها درآمده، بر روی کیف‌ها و مفرش‌ها دیده می‌شود. شاهسون‌ها عمدتاً بافندهٔ کیف و مفرش هستند. در کیف‌ها و چنته‌های شاسون‌ها اغلب از روش‌های پیچ بافی، اشکال حیوانات، پرندگان، گل‌ها و ستارگان به چشم می‌خورد.

## گلیم شاهسون مغان
گلیم‌های شاهسون مغاناز نظر طرح دارای سنتی‌ترین شکلگلیم اند. در طرح وبافت و رنگ این گلیم‌ها هماهنگی وجود دارد.
همهٔ این گلیم‌ها باریک و دراز و دارای بافت چاکدار هستند و در دو قسمت جداگانه به هم دوخته شده‌اند.

### ویژگی‌های گلیم شاهسون مغان
رنگ‌های روشن و درخشان، اما محدود و تارهای پشمین رنگ نشدهٔ سفید مایل به شیری یا قهوه‌ای در آن به کار رفته است.
نوارهای افقی محکم و سنتی با نگاره‌های ترکی تزیین و با ردیفی از پودهای چرخان در یک یا دو رنگ حاشیه بندی می‌شود. این حاشیه‌ها باریک و با گل‌های لاله عباسی تزیین می‌شود.
بعضی از این گلیم‌ها نوارهایی با بافت یکدست دارد و از نظر رنگ محدودیتی در آن‌ها وجود ندارد.
طرح زمینه این گلیم‌ها به صورت نوارهای پهن افقی با نگاره‌های ترکی و نوارهای باریک با نگاره‌های هندسی شکل در میان نوارهای پهن است.
حاشیه‌ها در این گلیم باریک است این گلیم‌ها معمولاً باریک و دراز هستند تارهایی با پشم قهوه‌ای طبیعی و پودهایی از پشم نرم در ساختار آن به کار رفته‌است روش بافت در این گلیم بافت چاکدار مستحکم و ردیف‌هایی از پودهای چرخان در میان نوارها است.

#### وجه تسمیه
مغان از بزرگترین ایل‌های شاهسون و دشت مغان سرزمین مادی و محل قشلاق آنان است.

### ثبت ملی ورنی اصلاندوز (مغان) در کشور
در ۱۵ دی ماه ۱۳۹۹  شهر عنبران به عنوان شهر ملی گلیم و شهر اصلاندوز به عنوان شهر ملی ورنی دو شهر استان اردبیل در سطح کشور معرفی گردید.

## گلیم شاهسون هشترود
در انواعی از این گلیم‌ها دو ترنج بزرگ زمینه نگاره‌های ترکی دارند که بیشتر در میان شاهسون‌ها متداول است. این نگاره‌ها در اطراف هر ترنج به صورت خطی ممتد تکرار می‌شود.
در بعضی‌ها دو نگاره کوچکی در زمینه به چشم می‌خورد شبیه کارهای بیجار است اما این گلیم‌ها به یک ناحیه تعلق دارند.
نگاره‌های قلاب مانند موجود در ترنج‌های بزرگ که بر روی ترنج‌های کوچکتر کناره‌ها نیز دیده می‌شود که در دست بافت‌های کرد ترکیه و دیگر نواحی آناتولی هم هست.

### ویژگی‌های گلیم شاهسون هشترود
استفاده از رنگ‌های ملایم به خصوص سبز و صورتی و کمی آبی تیره و قهوه‌ای از ویژگی‌های دیگر این گلیم هاست. حاشیه در این گلیم‌ها معمولاً ساده و تأثیر همسایگان کرد را می‌توانیم در گلیم‌های شاهسون هشترود ببینیم. طرح زمینه از نوارهای پهن افقی که با نگاره‌های ترکی و نوارهایی همراه با نگاره‌های هندسی تشکیل شده‌است.
در این گلیم حاشیه باریک و دارای تزیینات است. همهٔ این گلیم‌ها باریک و طویل هستند. تارهایی از پشم شل و ضخیم، پودهایی از پشم زبر و خشن در ساختار این گلیم به کار رفته است. این گلیم به شیوه بافت چاکدار شل بافته می‌شود. رنگ‌های آرام مانند صورتی و سبز ملایم، آبی تیره، قهوه‌ای در این گلیم به کار می‌رود. ریشه‌ها در این گلیم به صورت بافت‌های یکدست اریب، حاشیه دار، گره دار و ساده است. شیرازه‌ها در این گلیم بافت ریسمانی اضافه یا یکدست دارند.

#### وجه تسمیه
هشترود تداعی هشت استان تابعهٔ رودخانهٔ قزل اوزن است و دره‌ها و چرا گاه‌های آن محل بسیار مناسبی برای پرورش گله‌های بزرگ گوسفند و بز است.
در این گلیم‌ها بافت زبر پشمین در تارها و پودها و بافت شل گلیم‌های هشترود آن‌ها را از دیگر گلیم‌های شاهسون متمایز می‌کند.

## گلیم شاهسون بیجار
گلیم شاهسون بیجار در بافت انواع گلیم و چنته فعالیت زیادی دارند و در ترکیب بندی، رنگ و طرح دست بافت‌های خود ابتکارات جالبی به کار می‌برند.
بسیاری از نگاره‌هایی که در گلیم‌های شاهسون بیجار به چشم می‌خورد، از مناطق دیگر الهام گرفته‌است به همین علت تشخیص هویت آن‌ها مشکل است.
با اینکه بسیاری از گلیم‌ها با طرح‌های پودرو و پودهای چرخان تزیین می‌شود، اما اسلوب بافت چاکدار همراه ب پشم و نخ نیز در آن‌ها به کار می‌رود.

### ویژگی‌های گلیم شاهسون بیجار
طرح زمینه این گلیم‌ها به صورت نوارهای پهن افقی با نگاره‌های ترکی و نوارهای باریک با نگاره‌های هندسی شکل در میان نوارهای پهن است. این گلیم‌ها اکثراً طویل و باریک هستند. در این گلیم پشم و بعضی اوقات تارهای پنبه‌ای به کار می‌رود. روش بافت در این گلیم‌ها بافت چاکدار و بعضی اوقات طرح‌های پودرو و همراه با پودهای چرخان است. در این گلیم رنگ‌های پرتغالی روشن و ملایم، زرد، قهوه‌ای روشن، آبی و صورتی استفاده می‌شود. این گلیم دارای ریشه‌های مختلف است. ر این گلیم شیرازه‌ها معمولاً یکدست است.

#### وجه تسمیه
در ناحیه بیجار قبیله‌های بسیاری زندگی می‌کنند که اکثراً کرد هستند. بیجار در قدیم مرکز ولایت گروس بوده‌است..